# 小室瑛莉子
小室 瑛莉子（こむろ えりこ、1999年3月2日 - ）は、フジテレビのアナウンサー。

## 略歴
神奈川県相模原市出身。
穎明館高等学校を経て、青山学院大学経営学部経営学科卒業。
大学卒業後の2021年4月、フジテレビジョンにアナウンサーとして入社。同期入社は、竹俣紅・小山内鈴奈・山本賢太、報道局社会部の記者で元HKT48の若田部遥。
2024年11月11日、MCを務める情報番組『めざまし8』の生放送中、ダウンタウン松本人志の訴訟取り下げについてのニュースが終わるころに小室が倒れるアクシデントが発生し、番組中にスタジオを離れる。「一過性の貧血」と診断され、翌12日も番組を欠席。13日に復帰。

## 人物
- 瑛莉子という名前は、フジテレビのアナウンサーだった中村江里子にちなんだもので、漢字は違うが、祖母が「中村江里子さんのようにきれいになってほしい」という想いを込めて、つけてくれた[11]。瑛莉子の瑛は「透き通った水晶」、莉は「ジャスミンのような、お花のような人」という意味である[3]。
- 大学時代は国際ボランティア愛好会「SHANTI SHANTI」に所属し[12]、幹部をしていた[4]。大学1年の時に、カンボジアへ2週間行き、煉瓦で家を建てたりした[12]。
- 大学1年の春休みに、タイ・ラオス・ベトナム・カンボジアの4ヶ国に8kgのバックパックを背負って旅したことがある[12]。
- 小さい頃の夢は古生物学者だった[5]。アナウンサーに元々興味があったが、大学生の時に亡くなった祖父が「えりがアナウンサーになったら嬉しいな」とずっと言っていたこともあり、本格的にアナウンサーを目指そうと思うようになった[12][13]。
- 大学3年の時に出場した「ミス青山コンテスト2019」で準ミス青山に選ばれた[14]。
- アナウンサー就活時の自己PRは、一次面接のときからずっと、1日3パック食べる大好きな納豆のことを話した[11]。納豆の食べ方のこだわりは、納豆にシラスを山ほどかけて卵黄を入れてスプーンでさくっと糸を割るように食べるのが好きである[3]。
- 資格は珠算検定1級を所持[2][15]。
- 性格は自由奔放である[3]。インドアである[3]。趣味は貯金、株[3]、アニメ[16]・漫画・ゲーム実況を見る・ロードバイクで散策[2]。
- 好きなタイプはまじめで、寡黙な静かな人[3]。好きな芸人は狩野英孝、なかやまきんに君[3]。好きな食べ物はイチゴ・納豆[17]・うどん[2]・サツマイモ・焼き芋[3]。逆に辛い物が苦手だった[18]。好きな動物は猫[2][16]・爬虫類[19]。身長は159 cm[4]。学生時代から横浜DeNAベイスターズのファン[20][21]。
- 家族は父、母、兄、猫がいる[3]。

## 出演

### テレビ
レギュラー出演番組・キャスター名（地上波）
| 期間 | 期間    | 月曜日                                             | 火曜日                                             | 水曜日                      | 木曜日                                  | 金曜日                                 | 土曜日                                       | 日曜日                                       |
| --- | ------- | -------------------------------------------------- | -------------------------------------------------- | --------------------------- | --------------------------------------- | -------------------------------------- | -------------------------------------------- | -------------------------------------------- |
| 2021.7                                                                                                   | 2021.9  | Live News イット! フィールドキャスター（週替わり） | Live News イット! フィールドキャスター（週替わり） | （なし）                    | （なし）                                | （なし）                               | （なし）                                     | （なし）                                     |
| 2021.10                                                                                                  | 2022.3  | （なし）                                           | （なし）                                           | （なし）                    | （なし）                                | Live News イット! フィールドキャスター | （なし）                                     | （なし）                                     |
| 2022.4                                                                                                   | 2022.9  | ポップUP! プレゼンター                             | ノンストップ! プレゼンター                         | （なし）                    | （なし）                                | （なし）                               | Live News イット!weekend スポーツキャスター1 | Live News イット!weekend スポーツキャスター1 |
| 2022.10                                                                                                  | 2022.12 | ポップUP! プレゼンター                             | ノンストップ! プレゼンターポップUP! プレゼンター1  | （なし）                    | （なし）                                | （なし）                               | Live News イット!weekend スポーツキャスター1 | Live News イット!weekend スポーツキャスター1 |
| 2023.1                                                                                                   | 2023.3  | ぽかぽか ナレーション                              | ノンストップ! プレゼンター                         | （なし）                    | （なし）                                | ぽかぽか 金曜進行                      | Live News イット!weekend スポーツキャスター1 | Live News イット!weekend スポーツキャスター1 |
| 2023.4                                                                                                   | 2025.3  | めざまし8 メインキャスター2                        | めざまし8 メインキャスター2                        | めざまし8 メインキャスター2 | めざまし8 メインキャスター2             | ぽかぽか 金曜進行                      | （なし）                                     | （なし）                                     |
| 2025.4                                                                                                   | 現在    | （なし）                                           | ぽかぽか 火曜進行                                  | （なし）                    | BSフジLIVE プライムニュース キャスター3 | ぽかぽか 金曜進行                      | （なし）                                     | （なし）                                     |
| 備考 - 1佐久間みなみの後任。 - 2永島優美の後任。谷原章介と共同で担当。 - 3反町理の出演見合わせによる代行 |         |                                                    |                                                    |                             |                                         |                                        |                                              |                                              |

### その他
- めざましテレビ
  - （2021年8月4日、鈴木唯2020年東京オリンピック取材時のエンタメキャスター代行）
  - （2021年8月27日、お天気コーナーの一部に出演）
- FNSラフ&ミュージック〜歌と笑いの祭典〜 -  同期の小山内・竹俣と共に総合司会（2021年8月28日・29日）
- BSフジニュース（2021年10月 - 2022年3月29日）月・火曜
- BSフジLIVE プライムニュース（2021年10月 - 2022年3月）
- 元彼の遺言状 第6話（2022年5月16日、フジテレビ） - アナウンサー 役
- もしもツアーズ（2022年4月2日 - 9月24日、5代目ツアーガイド）
- 潜在能力テスト
  - 宮司愛海不在時の進行代行（2022年9月6日）
  - 進行（2022年11月8日 - 2023年9月12日）
- Tune（MC、2023年2月 - ）
- 深夜のハチミツ（MC、2023年4月 - 2024年9月
- ハチミツ!!（ナレーター、2024年10月 - 2025年3月）[22]
- オールナイトフジコ（ナレーター、2023年4月15日）
- THE SECOND 〜漫才トーナメント〜（リポーター、2023年 - ）
- めざまし8
  - 谷原章介休暇時のMC代行（2023年8月11日）
  - 岸本理沙休暇時のMC代行（2025年2月28日）
- ぽかぽか
  - （松﨑涼佳スポーツ取材・休暇時の進行代行、2024年10月14日・2025年7月21日）
- BSフジLIVE プライムニュース（竹俣紅不在時の代行、2025年7月1日・30日）
- 土曜RISE! 超人アキラ（進行、2023年9月23日）
- BSスーパーKEIBA（小山内鈴奈不在時の代行、2025年4月27日、8月10日）
- 奇跡体験!アンビリバボー（進行、2025年4月 - ）
- ミラモンGOLD（ナレーター、2025年4月 - ）

### 学生時代
- 美学生図鑑（WEB、2019年）[12]